# アンヴラキコス湾
アンヴラキコス湾（ギリシア語: Αμβρακικός κόλπος / Amvrakikós kólpos; 英: Ambracian Gulf）は、ギリシャ北西部にあるイオニア海の湾。「アンブラキア湾」「アルタ湾」「アクティウム湾」などの名でも呼ばれる。
長さ約40km、幅約15kmのこの湾は、ギリシャで最大の閉鎖性湾のひとつである。沿岸には、プレヴェザ、ヴォニツァ、アンフィロヒアなどの都市がある。

## 名称
アンヴラキコス湾（アンブラキア湾）の名は、沿岸にあった古代都市アンブラキアに由来する。アルタ湾（英: Gulf of Arta）という別名は、アンブラキアの後身に当たる中世以来の都市アルタに由来する。
アクティウム湾（英: Gulf of Actium）の名は、湾口にある岬の古代の名称アクティウム（現代ギリシャ語ではアクティオ）から採られている。

## 地理
湾口は幅700mほどの海峡となっており、北にプレヴェザ、南にアクティオ（古代のアクティウム）の街がある。2つの都市は海底トンネルで結ばれている。
ルロス川とアラフトス川が湾に流入している。湾は浅く、沿岸は三角江（エスチュアリー）の一部をなしており、多数の沼が広がっている。このため水温はイオニア海より暖かく、塩分濃度はイオニア海より低い。ボラやシタビラメ、ウナギなどの水産資源に恵まれている。
一帯には2つの河川の三角州、ヨシ原、淡水湿地、湿潤草地、季節性浸水地、ラグーン、砂嘴、塩性湿地、河畔林などがあり、ニシハイイロペリカンなどの豊富な種類の爬虫類、両生類、水鳥、猛禽類が生息している。1975年にラムサール条約に登録された。

## 歴史
アンヴラキコス湾は、紀元前31年にオクタウィアヌス（アウグストゥス）がマルクス・アントニウスを破ったアクティウムの海戦の舞台となった。
近代ギリシャの独立（1832年のコンスタンティノープル条約）以後、第二次バルカン戦争（1913年のブカレスト条約）まで、この湾はオスマン帝国とギリシャ王国の国境の一部となっていた。

## 交通
2002年に、湾口の南北を結ぶアクティオ＝プレヴェザ海底トンネル (Aktio-Preveza Undersea Tunnel) が開通した。従来はフェリーによってのみ結ばれていた沿岸の交通は、トンネル開通によって大きく短絡された。